# متنزه ماكس شاؤول الحكومي
متنزّه ماكس شاؤول الحكومي، تبلغ مساحته 70 أكر (0.28 كـم2) متنزّه الولاية في مقاطعة شوهاري، ولايه نيويورك، الولايات المتحدة. يقع المتنزّه في وادي شوهري بين بيريكان وفولتون في بلدة فولتون، على مرمى البصر من فرومان.

## تاريخ
قامت ولاية نيويورك بالشراء الأولي للأرض التي كانت سيصبح المتنزّه في عام 1958. كانت تسمى في الأصل منطقة جبال توبات للتنزه والتخييم، وافتتح المتنزّه في 28 مايو 1959.

## وصف المتنزّه
يتميز متنزّه ماكس شاؤول الحكومي. بملعب الكرة اللينة، وملعب، وصيد الأسماك (في النمروشوهاري كريك) ،  مناطق نزهة، ومواقع للطهي والتخييم. تتوفر مسارات التزلج الريفي على الثلج في فصل الشتاء. يتوفر التخييم في 30 موقعًا للخيام والمقطورات، ويُسمح للمخيمين في حديقه شاو الحكوميه ماكس. بالدخول المجاني إلى متنزّه قتل الألغام حديقه الدوليه القريب أثناء إقامتهم.
يقع المتنزّه على الطريق 30 ، والمدخل الجنوبي طريق قديم 30 في المتنزّه.

## انظرأيضًا
- متنزه كومودو الوطني
- متنزه بليستوسين
- متنزه يوسيميتي الوطني

## روابط خارجية
- New York State Parks: Max V. Shaul State Park
- Max V. Shaul State Park map